# Dózsáné Kovács Klára
Dózsáné Kovács Klára (Szekszárd, 1912. március 7. – Budapest, 1982. december 29.) gyermekorvos, az orvostudományok kandidátusa (1968).

## Élete
Kovács Aladár ügynök és Halász Margit lánya. Tanulmányait a pécsi Erzsébet Tudományegyetemen végezte, ahol 1936-ban szerzett diplomát. 1941-ben gyermekgyógyász szakképesítést kapott. A német megszállást követően deportálták, 1945-ben tért haza. 1945 és 1948 között a Nemzeti Segélynél működött gyermekorvosként, emellett az Országos Társadalombiztosító Intézetnél körzeti orvosi teendőket is ellátott. Két évig a Magyar Acélárugyárban volt üzemorvos, majd SZTK szakorvosként tevékenykedett. 1951-ben az Orvostovábbképző Intézetbe került, ahol adjunktusként dolgozott 1968-ig. Ezután nyugdíjba vonulásáig a budapesti II. számú Gyermekgyógyászati Klinika docenseként működött. 1968-ban „Az újszülött- és csecsemőkori mély légúti megbetegedések bakteriális kórokozóinak vizsgálata eredményes kezelésük érdekében” című disszertációja alapján az orvostudományok kandidátusává nyilvánították.
Férje Dózsa Artúr (1909–1984) volt.
A Kozma utcai izraelita temetőben nyugszik (U1-24-2).

## Főbb művei
- A tüdőgyulladás célzott antibioticus kezelése a subglottis váladékának vizsgálata segítségével. Steiner Bélával, Putnoky Gyulával és Szabon Józseffel. (Orvosi Hetilap, 1956, 43. szám)
- Subsepsis allergica Wissler gyógyult esete. Székely Olgával. (Orvosi Hetilap, 1958, 7. szám)
- Laryngotracheobronchitis maligna a kisgyermekkorban. Vadász Györggyel és Kárpát Lászlóval. (Orvosi Hetilap, 1959, 2. szám)
- A garat, gége és gége alatti terület baktérium-flórájának vizsgálata. Steiner Bélával, Putnoki Gyulával és Szabon Józseffel. (Orvosi Hetilap, 1960, 32. szám)
- Az újszülöttek és csecsemők Iégző-tractusának bakteriológiai vizsgálata tüdőgyulladásban. Steiner Bélával, Putnoky Gyulával, Szabon Józseffel és Földes Gyulával. (Orvosi Hetilap, 1961, 6. szám)
- A garatváladék, a tüdőpunctatum és a boncolt tüdő baktériumflórájának összehasonlítása. Steiner Bélával, Putnoky Gyulával és Földes Gyulával. (Orvosi Hetilap, 1961, 32. szám)
- Az újszülöttkori tüdőgyulladások kórtanáról és kezeléséről. Steiner Bélával, Putnoky Gyulával és Földes Gyulával. (Orvosi Hetilap, 1961, 51. szám)
- A subglottis baktérium-flórájának vizsgálata zárt rendszerben. Steiner Bélával, Putnoky Gyulával, Szabon Józseffel és Haidekker Judittal. (Orvosi Hetilap, 1964, 1. szám)
- A világrahozott rekeszsérvek diagnosztikai és therapiás kérdései. Vadász Györggyel, Korányi Györggyel és Holló Tamással. (Orvosi Hetilap, 1965, 16. szám)
- Csecsemőkori életveszélyes és igen súlyos betegségek kezelése Ceporinnal. Steiner Bélával és Székely Olgával. (Orvosi Hetilap, 1967, 14. szám)
- D-trisomia. Székely Olgával, Földes Gyulával, Brasch Jánossal és Groák Verával. (Orvosi Hetilap, 1970, 7. szám)